# 上原真央
上原真央（日语：／ Uehara Mao，1993年10月8日—），日本歌手、寫真偶像、日本偶像組合「choice？」的成員。過往曾使用望月由奈（望月 ゆな）這個藝名。
於東京都出身。所屬事務所為Finolia Factory。過往則隸屬Poseidon Entertainment。

## 生平
2008年5月5日，望月由奈於秋葉原出席了活動「聖地兒童節」（サンクチュアリ子供まつり），同場的還有年少偶像三花愛良、鮎川穗乃果、高岡未來。
2009年1月16日，望月推出寫真DVD《Cosplay DX》（コスプレDX），並於當中扮演了不同的角色。8月26日，她的寫真DVD《初次 望月由奈》（はじめて　望月ゆな）公開，這部作品為其於巴厘岛拍攝的。她同年把藝名更改為上原真央，並跟其他偶像一起結成偶像組合「choice？」。
2010年7月2日，上原有在當中出演的電視節目《百人偶像 寫真運動員》（100人アイドル　グラドルアスリート）開播。
2011年4月6日，她在非戲院首映電影《偶像爆彈》（アイドル爆弾）中登場。
2012年3月16日，上原推出寫真DVD《暖暖晴天》（ぽかぽか日和），她在拍攝此作時收到了「不要展示笑容」的指示。7月16日，她跟choice？的其他成員一起在女僕咖啡店「cafe&Kitchen cos-cha」中以身穿女仆装的姿態登場。同月27日，她的寫真DVD《中央》（まんなか）公開。9月4日，非戲院首映電影《妖怪川姫Mizusa 捉不到的殺人鬼篇》（妖怪川姫　みずさ: 捕まらない殺人鬼篇）上映，她同樣有在當中參演。同月16日，她的寫真DVD《大人少女》開售。

## 人物
上原擅長跳阿波舞、打网球、游泳，喜歡閱讀。對AKB48十分憧憬。

## 外部連結
- choice? Official Information Blog （页面存档备份，存于）
- Finolia Factory （页面存档备份，存于）
- Artist 上原真央 （页面存档备份，存于） - Finolia Factory